# یالوبی
یالوبی (به چکی: Jalubí) یک منطقهٔ مسکونی در جمهوری چک است که در ناحیه اوهرسکه هرادیشتی واقع شده‌است. یالوبی ۸٫۰۸۳۷ کیلومتر مربع مساحت و ۱٬۷۳۹ نفر جمعیت دارد و ۲۱۸ متر بالاتر از سطح دریا واقع شده‌است.این منطقه دارای آب و هوایی معتدل و مرطوب می باشد.